# Bai Kara-Bak
Bai Kara-Bak (kirgisisch Бай Кара-Бак) ist ein Dorf in Kirgisistan mit – Stand 2021 – 582 Einwohnern.
Die Siedlung bekam 2016 den Status eines Dorfes verliehen.

## Geographie
Das Dorf liegt im Rajon Batken des Oblus Batken. Es ist der Landgemeinde Kara-Bak untergeordnet. Das nächste Dorf ist Tschet-Kysyl.